# مسجد السلطان محمد الفاتح (بيروت)
مركز ومسجد السُلطان مُحمَّد الفاتح هو أحد المساجد الشهيرة في مدينة بيروت، يقع في شارع الماما شرقيّ تلَّة الخيَّاط، غربيّ شارع مار إلياس التجاري في منطقة المصيطبة. كانت هذه الناحية خالية من المساجد، إلى أن اشترت جمعيَّة الإرشاد والإصلاح الخيريَّة الإسلاميَّة العقار رقم 4576 في منطقة المصيطبة المذكورة سنة 1407هـ المُوافقة لسنة 1987م، وبعدها بسنة بدأ العمل على بناء المسجد لخدمة المُسلمين من أهالي الناحية.
شُيِّد المسجد في 3 رمضان 1410هـ المُوافق 29 آذار (مارس) 1990م، وساهم في بناءه عدد من أهل الخير في لُبنان وخارجه عبر مُساعداتٍ عينيَّة. افتُتح المسجد يوم الجُمُعة 28 ذي القعدة 1418هـ المُوافق 27 آذار (مارس) 1998م برعاية مُفتي الجُمهُوريَّة اللُبنانيَّة الشيخ مُحمَّد رشيد قبَّاني.
يتألَّف المسجد من عشرة طوابق: طابقين سُفليين، خُصِّص أحدهما ليكون ناديًا رياضيًّا وخُصِّص الآخر ليكون قاعةً للمُحاضرات، وطابقٌ أرضيّ، وست طوابق عُلويَّة. أوَّلها مسجدٌ للرجال، ثُمَّ مسجدٌ للنساء، ثُمَّ دار اقرأ للعُلُوم الإسلاميَّة لتعليم القُرآن والحديث والعُلُوم الإسلاميَّة، ومكتبة إسلاميَّة عامَّة، وقاعة للمُناسبات، ومكاتب جمعيَّة الإرشاد والإصلاح.
محراب المسجد عبارة عن عقدٍ مُقرنص من الحجر الأبيض يحمله عمودين من الرُّخام الأخضر، والواجهة ذات شبابيك بعُقُود مُدبَّبة فيها فقرات وزُجاج مُلوَّن. يطغى على المبنى الطابع المعماري العُثماني، فالممرَّات والدرابزين استُوحي تصميمها من مسجد الفاتح في مدينة إسطنبول، والمئذنة من جامع السليميَّة في أدرنة، ويصل ارتفاعها إلى اثنين وخمسين مترًا، وقمَّتها مكسُوَّة بالرصاص يعلوها هلال. أمَّا القناطر فقد استُوحيت من جامع السُليمانيَّة في إسطنبول، وهي مكسُوَّة بحجرٍ طبيعيٍّ استُورد من حلب وزُيِّن بنُقُوشٍ عُثمانيَّة الطابع بأيدي فنيين حلبيين، صنعوا المنبر أيضًا. أُلبست الدرجات المُؤدِّية للمسجد بالرُّخام الإفريقي، وصُنعت الأبواب من خشب السنديان وزُخرفت بزخارف عُثمانيَّة.
تحرص جمعيَّة الإرشاد والإصلاح على إحياء العديد من المُناسبات الإسلاميَّة في هذا المسجد وغيره من المساجد التي تُشرف عليها، من شاكلة قيام الليل في العُشر الأواخر من رمضان وإحياء ليلة القدر.